# Luis Carrasco
Luis Carrasco (Santiago del Cile, 18 settembre 1915 – ...) è stato un cestista cileno.

## Carriera
Con il Cile ha disputato 3 partite alle Olimpiadi del 1936 (9º posto finale).